# 日蓮寺 (鴨川市)
日蓮寺（にちれんじ）は、千葉県鴨川市内浦にある日蓮宗の寺院。山号は岩高山。旧本山は小湊誕生寺、潮師法縁。お綿帽子の祖師、剣難除けの祖師として知られる。境内には袈裟掛けの松やお手植えの霊燈があり山上の疵洗いの霊泉も残る。

## 歴史
- 文永元年（1264年）立正大師日蓮が小松原法難で刃傷を受けた際に退避した場所に、建治3年（1277年）中老僧の日家が建立。血止めの砂は法難で止血に使われたものという。

## 参考資料
- 日蓮宗寺院大鑑編集委員会『宗祖第七百遠忌記念出版 日蓮宗寺院大鑑』大本山池上本門寺 (1981年)
- 市川智康『日蓮聖人の歩まれた道』水書房

座標: 北緯35度7分31.8秒 東経140度12分27秒 / 北緯35.125500度 東経140.20750度